# Laetitia Darche
Laetitia Darche (Port Louis, 22 giugno 1991) è una modella mauriziana, incoronata Miss Mauritius 2010 e rappresentante ufficiale di Mauritius ai concorsi di bellezza internazionali Miss Universo 2011 e Miss Mondo 2011. La Darche è stata incoronata da Dalysha Doorga, Miss Mauritius uscente.
Laetitia Darche ha frequentato la Lycee Des Mascareignes, una scuola privata francese di Mauritius, ed in seguito ha frequentato un'università in Francia per un anno, prima di essere incoronata.